# The Rapture
A The Rapture az Odaát című televíziós sorozat negyedik évadjának huszadik epizódja.

## Cselekmény
Dean éppen horgászik álmában, amikor a csendes kis mólónál megjelenik Castiel és közöl vele egy címet, azt mondja, hogy itt megtalálhatja őt. Miután a fiú felébredt, az éjszaka közepén Sammel ellátogat a megadott helyre, ahol hatalmas káosz, romok közepette rátalálnak a földön heverő Casre, illetve egy falon lévő, vérrel festett jelre, melynek segítségével korábban még Annának sikerült angyalokat elűznie. A fiúk felsegítik az ébredező férfit, aki elmondja nekik, hogy ő Jimmy Novak, nem tudja, mi történt, de az angyal eltávozott a testéből.
Jimmy vissza akar menni családjához, ám mivel úgy gondolják, hogy ez veszélyes lehet, Winchesterék ezt nem engedik; elszállásolják őt motelszobájukban. Éjszaka azonban Sam kimegy egy pillanatra, hogy erősítse magát a Ruby-tól szerzett démonvérrel, ez pedig elég időt ad Jimmy-nek, hogy megszökjön. Mialatt busszal úton van haza, Illinois-ba, feltörnek benne egyéves emlékei; amikor Isten kiválasztotta őt porhüvelynek,, hogy egy angyal szálljon bele, és ezt feltárta felesége előtt, illetve amikor Castiel "beleköltözött". Deanék reggel észreveszik a férfi eltűnését, és nyomban utána erednek. A kocsiban megjelenik Anna és közli, Castielt visszahurcolták a Mennybe, előtte azonban még valami fontosat akart volna elmondani neki, melyre azonban nem került sor, így az egyetlen nyomuk maga Jimmy, minél hamarabb meg kell találniuk. Sam időközben bátyja háta mögött telefonál Ruby-nak, a démonvére ugyanis elfogyott.
Mikor végül hazaér, Jimmy elmondja feleségének, Amelia-nak, hogy gyógykezelések miatt hagyta el őt egy időre, és kér tőle egy családi vacsorát, melybe a nő  beleegyezik. A lakománál lányuknak Claire-nek feltűnik, hogy apja nem mondta el a korábban megszokott áldást, ám ekkor vendég érkezik; Jimmy régi barátja, Jack. A két férfi jól elbeszélget egymással, csakhogy egy váratlan pillanatban Jack felfedi, hogy egy démon és meg fogja ölni Jimmy egész családját, mire az leüti őt egy szoborral. Betoppan azonban egy másik démon, akivel Jack túszul ejti Claire-t. A túszejtésnek végül vége szakad, megérkeznek a fivérek is; Dean a démonölő tőrrel elvágja Jack nyakát, ám mivel Sam képessége ezennel nem működik,  a másik démonnal is megpróbál ő végezni, ám az elmenekül.
Dean és Sam meggyőzik, muszáj elhagynia családját, ugyanis csak így lehetnek biztonságban, Jimmy ezért elbúcsúzik feleségétől és lányától, majd a fivérekkel együtt indul tovább. Nem sokkal később, míg Dean faggatja öccsét, miért ingadozik képessége, Jimmy-t felhívja Amelia, és elmondja neki, ő egy démon, és Claire is azok fogságában van. A fivérek megígérik újdonsült társuknak, figyelni fogják az eseményeket, ám a démonok utasítására, egyedül kell odamennie. Mielőtt Jimmy belépne a raktárhelységbe, Istenhez és Castielhez kezd kiabálni, és elmondja, nagyon csalódott bennük, hogy cserbenhagyták. Eljön a találkozás ideje a két démonnal, majd még kettő is feltűnik, méghozzá akik elfogták Deant és Samet. Jimmy könyörögni kezd megszállt feleségének, ne bántsa családját, mire a nő pisztolyt ragad és lelövi a férfit, majd utasítást ad egyik társának, ölje meg a székhez kötözött Claire-t. Mikor azonban a démon a közelébe ér, kiderül a lányról, hogy benne van Castiel, aki ezután Winchesterékkel együtt felveszi a harcot Pokolból jött ellenségeikkel, majd sikerül is mindhárommal végezniük. Sam az egyik vérét kiszívva, ismét erejére kap és sikeresen kiűzi Amelia testéből a gonoszt, anélkül, hogy a nőnek baja esne. A halálos sebet kapott Jimmy megkéri Castielt, az ő testét használja lányáé helyett, melybe az angyal bele is egyezik, régi testét visszanyerve pedig eltűnik, előtte még odaszól Deannek; a Mennyben megtanulta, hogy nem az embereket, hanem Istent szolgálja...
A történtek után Deanék szokás szerint továbbállnak, amikor is Samet felhívja Bobby, és elmondja neki, valami kulcsfontosságút talált az Apokalipszisről. A fiúk így azonnal a roncstelepre sietnek, ám mikor Sam Bobby utasítására betér a pánikszobába, az Deannel együtt rázárja az acélajtót, és odabökik neki, ezt az ő érdekében teszik...

## Természetfeletti lények

### Démonok
A démonokat a folklórban, mitológiában és a vallásban egyaránt olyan természetfeletti lényként, gonosz szellemként írják le, melyeket meg lehet idézni, és irányítani is lehet. Közeledtüket általában elektromos zavarok jelzik, maguk mögött pedig ként hagynak.

### Angyalok
Az angyalok Isten katonái, aki időtlen idők óta védelmezik az emberiséget. Eme teremtményeknek hatalmas szárnyaik vannak, emberekkel azonban csak emberi testen keresztül képesek kapcsolatba lépni, ugyanis puszta látványuk nemcsak az emberek, de még a természetfeletti lények szemét is kiégetik, hangjuk pedig fülsiketítő. Isteni képességük folytán halhatatlanok.

## Időpontok és helyszínek
- 2009. ? – Pontiac, Illinois

## Zenék
- Creedence Clearwater Revival – Green River

## Külső hivatkozások
- Supernatural-The Rapture az Internet Movie Database oldalon (angolul)